# Радоміос Матджіур
Радоміос Матджіур (1 січня 1988) — таїландський плавець.
Учасник Олімпійських Ігор 2016 року.